# Charles Agricole Nestor de La Teyssonnière
Agricole Charles Nestor de La Teyssonnière, né le 1er septembre 1777 à l'hôtel de la Teyssonnière à Bourg-en-Bresse, où il est mort le 19 décembre 1845, est un ingénieur hydrographe et un écrivain français, issu de la famille de La Teyssonnière.

## Ascendance
Il est le fils de Charles-Claude de La Teyssonnière et de Marie Claudine Constance du Marron de Belvey. Un de ses ancêtres est le poète Guillaume de La Teyssonnière (1530-1587), auteur notamment du recueil Les amoureuses occupations.

## Biographie
En tant qu'ingénieur hydrographe, il a conçu le Parc botanique de La Teyssonnière (du château de La Teyssonnière). Il est également l'auteur de plusieurs ouvrages historiques et a été maire de Buellas de 1813 à 1819 (il a aussi été conseiller général).

## Œuvres
- Abrégé de l'Histoire de Bresse et du Bugey, 1825.
- Recherches historiques sur le département de l'Ain en cinq volumes, à partir de 1838[3].